# Filosofia no século XIX
No século XVIII, em que as filosofias do Iluminismo começaram a ter um efeito dramático, há um marco nos trabalhos de novos filósofos, como Immanuel Kant e Jean-Jacques Rousseau, que influenciam uma geração nova de pensadores, surgindo, assim a Filosofia do século XIX. Nos finais do século XIX um movimento conhecido como Romantismo buscou combinar a racionalidade formal do passado, com um maior e mais imediato senso emocional e orgânico do mundo. Ideias fundamentais que reluzem esta mudança são a Evolução, como postulado por Goethe, Erasmus Darwin e Charles Darwin. Pressões para igualitarismo e mudanças rápidas e forçosas, culminaram em um período de revolução e turbulência que fariam com que a filosofia mudasse de uma forma proveitosa.

## Sumário histórico
Com os anos tumultuosos de 1789-1815, a cultura da Europa foi transformada por revolução, guerra e rompimento. Terminando muitos dos suportes sociais e culturais do século prévio, a fase era fixa para mudança econômica e política dramática. A Filosofia européia participou de muitas destas mudanças.

### Influências do então recente Iluminismo
O último terço do século XVIII, tempo do Iluminismo, produziu uma série de ideias anfitriãs e obras que tanto sistematizaram filosofias anteriores, quanto apresentaram um profundo desafio para a base da filosofia como tinha sido sistematizada até então. Immanuel Kant é um nome que a maioria mencionaria como estando entre o mais importante dessas influências, como também acontece com Jean-Jacques Rousseau. Embora ambos fossem produtos do século XVIII e suas suposições, eles passaram dos limites. Tentando explicar a natureza do estado e do governo, Rousseau desafiaria a base política com a declaração "O Homem nasce livre, mas está por todos os cantos preso". Kant, enquanto tentava preservar ceticismo dessa axioma, foi forçado a discutir que nós não vemos a verdadeira realidade, nem falamos disto. Tudo o que nós conhecemos sobre realidade são apenas aparências. Posto que tudo que podemos ver da realidade são apenas aparências, Kant postula a ideia de algo irreconhecível. A distinção de Hegel entre o irreconhencível e o circunstanciadamente o desconhecido pode ser visto como os começos do sistema racional de Hegel do universo. Uma refutação bem simples nisso, segundo Kant, para se conceber que há algo irreconhecível operando atrás das aparências, é demonstrar um pouco deste conhecimento através da existência. Basta saber que existe, viver determinada coisa, para conhecê-la.

## Escolas filosóficas e tendências

### Utilitarismo
No início do século XIX na Inglaterra, Jeremy Bentham e John Stuart Mill promoveram a ideia de que as ações são certas quando maximizam o prazer e minimizam a dor.

### Positivismo
Auguste Comte, fundador da sociologia moderna, avançou a visão de que a ordenação rigorosa de observações de confirmação só deveria constituir o reino do conhecimento humano. Sendo uma corrente da sociologia, o positivismo - na versão comteana, pelo menos - associa uma interpretação das ciências e uma classificação do conhecimento a uma ética humana, desenvolvida na segunda fase da carreira de Comte.

### Pragmatismo
Os filósofos americanos C.S. Peirce e William James desenvolveram a filosofia pragmática nos finais do século XIX.

### Idealismo alemão
Houve uma revivificação de interesse nos trabalhos de Kant e Hegel.

## Principais filósofos do século XIX
| - Søren Kierkegaard, (1815, 1855) - Auguste Comte, (1789-1857) - Samuel Alexander, (1859-1938) - Henri Bergson, (1859-1941) - John Anderson, (1893-1962) - Alexander Bain, (1818-1903) - James Bryce, (1838-1922) - Charles Darwin, (1809-1882) - Ralph Waldo Emerson, (1803-1882) - Georg Hegel, (1770-1831) | - Ludwig Feuerbach, (1804-1872) - Karl Marx, (1818-1883) - Albert Einstein, (1879-1955) - Friedrich Nietzsche, (1844-1900) - Sigmund Freud, (1856-1939) - Edmund Gurney, (1847-1888) |